# Стаза
Стаза (хорв. Staza) — населений пункт у Хорватії, в Сисацько-Мославинській жупанії у складі громади Суня.

## Населення
Населення за даними перепису 2011 року становило 220 осіб.
Динаміка чисельності населення поселення:

## Клімат
Середня річна температура становить 11,02 °C, середня максимальна – 25,79 °C, а середня мінімальна – -6,32 °C. Середня річна кількість опадів – 954 мм.
| Клімат поселення                              | Клімат поселення | Клімат поселення | Клімат поселення | Клімат поселення | Клімат поселення | Клімат поселення | Клімат поселення | Клімат поселення | Клімат поселення | Клімат поселення | Клімат поселення | Клімат поселення | Клімат поселення |
| Показник                                      | Січ.             | Лют.             | Бер.             | Квіт.            | Трав.            | Черв.            | Лип.             | Серп.            | Вер.             | Жовт.            | Лист.            | Груд.            |                  |
| Середній максимум, °C                         | 7,24             | 9,31             | 13,79            | 18,15            | 22,61            | 25,79            | 24,83            | 24,08            | 20,47            | 15,45            | 10,13            | 5,79             |                  |
| Середня температура, °C                       | 0,46             | 2,54             | 7,01             | 11,37            | 15,82            | 19,00            | 20,72            | 19,98            | 16,38            | 11,33            | 6,02             | 1,68             |                  |
| Середній мінімум, °C                          | −6,32            | −4,25            | 0,21             | 4,58             | 9,04             | 12,22            | 16,61            | 15,86            | 12,26            | 7,22             | 1,91             | −2,43            |                  |
| Норма опадів, мм                              | 60               | 57               | 66               | 80               | 83               | 94               | 86               | 87               | 84               | 88               | 94               | 75               |                  |
| Середньомісячна швидкість вітру, м/с          | 1.68             | 1.90             | 2.30             | 2.20             | 2.00             | 1.80             | 1.80             | 1.60             | 1.60             | 1.70             | 1.70             | 1.70             |                  |
| Середньомісячна сонячна радіація, кДж/м²·день | 4306             | 7093             | 10853            | 15301            | 19599            | 21764            | 22801            | 19892            | 14734            | 9102             | 4841             | 3563             |                  |
| --------------------------------------------- | ---------------- | ---------------- | ---------------- | ---------------- | ---------------- | ---------------- | ---------------- | ---------------- | ---------------- | ---------------- | ---------------- | ---------------- | ---------------- |
| Джерело:                                      |                  |                  |                  |                  |                  |                  |                  |                  |                  |                  |                  |                  |                  |